# Пачка «Казбека»
Пачка Казбека (другое название — Коробка Казбека) (азерб. Kazbek qutusu) — советский короткометражный комедийный фильм 1958 года производства Бакинской киностудии.

## Сюжет
Начальник Мамишов является начальником ЖЭУ, на первый взгляд является деловым и внимательным человеком. Он всегда отвечает на любые жалобы жильцов, но у него есть одна вредная привычка — курение, вследствие чего он пачки папирос Казбек складывает в свой ящик, пока не нагрянула проверка из высостоящей инстанции и тогда были обнаружены несколько нарушений, одно из которых — равнодушное отношение к одной жалобе. В целом фильм посвящён бюрократам-чиновникам некоторых ЖЭУ, которых все критикуют из-за бездушного отношения к нуждам трудящихся.

## Создатели фильма

### В ролях
Алиага Агаев — Мамишов
Минавар Калантарли — жена Мамишова
Азиза Мамедова — старуха
М. Бабаева — уборщица
Мухлис Джанизаде — корреспондент журнала «Кирпи»
Талят Рахманов — студент Алиев
С. Пиривердиева — секретарша
Ахмед Ахмедов (в титрах — Ахмед Румынский) — маляр
Назим Юзбашов — жалобшик
Лютфали Абдуллаев — мясник
Фархад Исмаилов — сын Мамишова

#### Роли дублировали
Гусейнага Сыдыков — студент Алиев (Талят Рахманов)
Мамед Сыдыков — маляр (Ахмед Ахмедов)

### Административная группа
автор сценария: Магаррам Ализаде
режиссёр: Рашид Атамалибеков
оператор: Мирза Мустафаев
художник: Надир Зейналов
композитор: Закир Багиров
звукооператор: Сабир Искандеров
ассистент режиссёра: Аскер Исмаилов
ассистент оператора: Тофик Султанов (в титрах — Т. Султанов)
ассистент монтажёра: А. Филимонова
редактор: Н. Садыхов
директор фильма: А. Шушкин
оркестр: эстрадный оркестр
дирижёр: Г. Крупкин